# Петеріс Юрашевскіс
Петеріс Юрашевскіс, в російському підданстві Петро Петрович Юрашевський (латис. Pēteris Juraševskis; 23 березня (4 квітня) 1872, Сесавская волость — 10 листопада 1945, Єлгава) — російський та латвійський політичний діяч і юрист, депутат Державної думи Російської імперії II скликання від Курляндської губернії. Один із засновників системи юриспруденції в Латвії. Голова Кабінету міністрів Латвії (23 січня 1928 — 30 листопада 1928), міністр юстиції (1918-1919; 1925) і міністр фінансів Латвії.

## Біографія
Петеріс Юрашевскіс був євангелічно-лютеранського віросповідання. Закінчив юридичний факультет Петербурзького університету. Помічник присяжного повіреного в Митаві. Пізніше нотаріус. Працював чиновником у Російській імперії. Від 1907 видавав і редагував місцеву газету «Sadzive» («Побут»).
7 лютого 1907 року був обраний до Державної думи Російської імперії II скликання від загального складу вибірників Курляндських губернських виборчих зборів. У момент обрання до Думи — безпартійний. Увійшов до Конституційно-демократичної фракції. Входив до складу комісії з запитів. Виступав у дебатах з аграрного питання.
У незалежній Латвії був депутатом 2, 3 і 4-го Сейму. З кінця 1918 року неодноразово входив до складу уряду Латвії. Один із засновників партії «Демократичний центр» (заснована 1922). Голова Кабінету міністрів (24 січня — 30 листопада 1928). 1927 року був одним з кандидатів на посаду президента Латвії, балотуючись від соціал-демократичної партії.
Один з підписантів Меморандуму Центральної ради Латвії від 17 березня 1944 року.